# Piramide di Kukulkán
La piramide di Kukulkán, nota anche come El Castillo, è un monumento piramidale mesoamericano che domina il centro di Chichén Itzá, sito archeologico messicano nello stato federato dello Yucatán. L'edificio è più formalmente designato dagli archeologi come "Chichen Itza Struttura 5B18". La struttura è di 24,3 m di altezza, più altri 6 m per il tempio sulla sommità. La base quadrata misura 55,13 metri di diametro. È patrimonio mondiale dell'UNESCO a partire dal 1988.

## Storia
Costruito dalla civiltà pre-colombiana Maya tra il IX e il XII secolo, la struttura è servita come un tempio dedicato al dio Kukulkán, strettamente legato a sua volta al dio Quetzalcoatl noto agli Aztechi e ad altre culture messicane centrali del periodo postclassico.

## Architettura
La piramide è costituita da una serie di terrazze quadrate con scalinate fino a ciascuno dei quattro lati del tempio centrale superiore. Sculture di serpenti piumati corrono lungo i lati della balaustra nord. Durante gli equinozi primaverili e d'autunno, il sole del tardo pomeriggio colpisce fuori l'angolo nord-ovest della piramide e lancia una serie di ombre triangolari contro la balaustra nord-ovest, creando l'illusione di un serpente piumato "strisciante" sullo sfondo della piramide. L'evento è stato molto popolare, ma è discutibile se si tratta di un risultato di design mirato. Ciascuno dei quattro lati della piramide ha 91 gradini che, sommati insieme, compresa la piattaforma del tempio in alto come gradone aggiuntivo, produce un totale di 365 punti (che è uguale al numero di giorni dell'anno-Haab').